# علي الزبيدي (لاعب كرة قدم مواليد 1986)
علي الزبيدي (مواليد 17 ديسمبر 1986) هو لاعب كرة قدم سعودي.

## مسيرة اللاعب
سبق له اللعب لأندية الاتحاد ونجران و الفيصلي وهجر و العروبة والكوكب و الوشم و الأخدود و الريان و طويق.

## روابط خارجية
- علي الزبيدي (مواليد 1986) على موقع قاعدة بيانات كرة القدم.إي يو (الإنجليزية)
- علي الزبيدي (مواليد 1986) على موقع Soccerway.com (الإنجليزية)